# (8184) Luderic
(8184) Luderic (1992 WL) – planetoida z pasa głównego asteroid okrążająca Słońce w ciągu 5,25 lat w średniej odległości 3,02 au. Odkryta 16 listopada 1992 roku.